# Valdoviño
Valdoviño – gmina w Hiszpanii, w prowincji A Coruña, w Galicji, o powierzchni 88,22 km². W 2011 roku gmina liczyła 6857 mieszkańców.